# Кола-де-Кабальо
Кола-де-Кабальо (исп. Cola de Caballo) — водопад на северо-востоке Мексики, в штате Нуэво-Леон. Высота падения воды — 25 метров.
Водопад находится в муниципалитете Сантьяго штата Нуэво-Леон в 30 километрах к югу от Монтеррея. Является одним из наиболее посещаемых туристических объектов штата. Отличительные черты водопада — его высота и окружающая его пышная растительность. Поток воды обрушивается с горного массива Восточная Сьерра-Мадре, расположенного в национальном парке Кумбрес-де-Монтеррей ниспадая у смотровой площадки, где всегда много посетителей.

## Ссылки

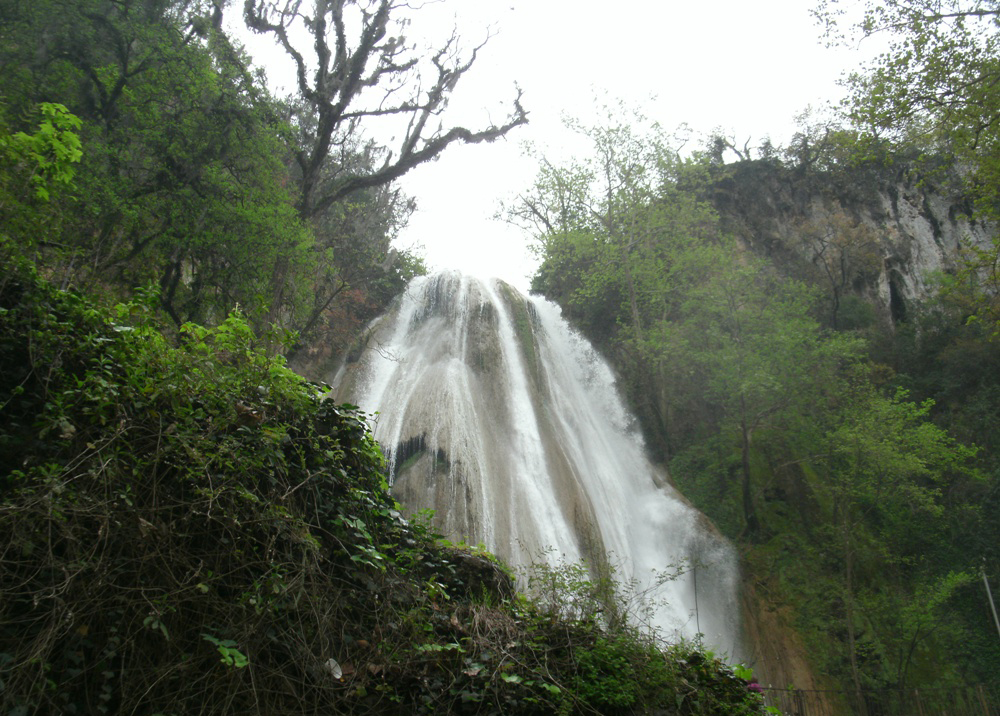
Водопад Кола-де-Кабальо